# Marzena Wysocka
Marzena Wysocka (Mingosy, 17 febbraio 1969) è un'ex discobola polacca.

## Palmarès
| Anno | Manifestazione | Sede     | Evento           | Risultato | Prestazione | Note |
| ---- | -------------- | -------- | ---------------- | --------- | ----------- | ---- |
| 1999 | Mondiali       | Siviglia | Lancio del disco | 25ª       | 57,43 m     |      |
| 2002 | Europei        | Monaco   | Lancio del disco | 5ª        | 62,20 m     |      |
| 2003 | Mondiali       | Parigi   | Lancio del disco | 17ª       | 57,80 m     |      |
| 2005 | Mondiali       | Helsinki | Lancio del disco | 17ª       | 57,44 m     |      |